# Festival Internacional de Cinema de Sant Sebastià 2016
La 64a edició del Festival Internacional de Cinema de Sant Sebastià va tenir lloc entre el 16 i el 24 de setembre de 2016 a Sant Sebastià. La cerimònia d'inauguració fou presentada per Emma Suárez, Mireia Gabilondo i Cayetana Guillén Cuervo. La cerimònia de clausura fou presentada per Edurne Ormazabal i Juana Acosta.
La Conquilla d'Or fou atorgada a la pel·lícula xinesa Wo Bu Shi Pan Jinlian/I Am Not Madame Bovary. El festival va comptar amb la presència de Sigourney Weaver i Ethan Hawke (Premis Donostia), així com Oliver Stone, Richard Gere, Bertrand Tavernier, Monica Bellucci i Isabelle Huppert.

## Jurat
- Bille August (president), director  Dinamarca
- Anahí Berneri, directora  Argentina
- Esther García, productora  Espanya
- Jia Zhangke, director  R.P. de la Xina
- Bina Daigeler, vestuari  Alemanya
- Matthew Libatique, director de fotografia  Estats Units
- Nadia Turincev, productora  Rússia

## Selecció

### En compétició
- La Fille de Brest d'Emmanuelle Bercot  França (Apertura)
- American Pastoral d'Ewan McGregor  Estats Units
- As You Are de Miles Joris-Peyrafitte  Estats Units
- El hombre de las mil caras d'Alberto Rodríguez Librero  Espanya
- Wo Bu Shi Pan Jinlian/I Am Not Madame Bovary de Feng Xiaogang  R.P. de la Xina
- Jatten de Johannes Nyholm  Suècia  Dinamarca
- Jesús de Fernando Guzzoni  Xile
- Nocturama de Bertrand Bonello  França
- Eiðurinn/The Oath de Baltasar Kormákur  Islàndia
- Orpheline d'Arnaud des Pallières  França
- Patagonia, el invierno d'Emiliano Torres  Argentina
- Plac zabaw/Playground de Bartosz M. Kowalski  Polònia
- Que Dios nos perdone de Rodrigo Sorogoyen  Espanya
- Iraki de Lee Sang-il  Japó
- La reconquista de Jonás Trueba  Espanya
- Lady Macbeth de William Oldroyd  Regne Unit
- Dangsinjasingwa dangsinui geot/Yourself and Yours de Hong Sang-soo  Corea del Sud

### Fora de competició
- L'odyssée de Jérôme Salle  França  Bèlgica
- Un monstre em ve a veure de Juan Antonio Bayona  Espanya
- Colossal' de Nacho Vigalondo  Canadà
- Snowden' d'Oliver Stone  Estats Units  França  Alemanya

### Projeccions especials
- Bigas x Bigas de Bigas Luna i Santiago Garrido Rua
- Your name de Makoto Shinkai  Japó
- Manda huevos de Diego Galán  Espanya
- Vivir y otras ficciones de Jo Sol  Espanya

## Palmarès

### Premis oficials
- Conquilla d'Or: Wo Bu Shi Pan Jinlian/I Am Not Madame Bovary
- Premi especial del jurat: 
  - Patagonia, el invierno d'Emiliano Torres
  - Jatten de Johannes Nyholm
- Conquilla de Plata al millor director: Hong Sang-soo per Dangsinjasingwa dangsinui geot/Yourself and Yours.
- Conquilla de Plata al millor actor: Eduard Fernández per El hombre de las mil caras.
- Conquilla de Plata a la millor actriu: Fan Bingbing per I Am Not Madame Bovary.
- Premi del jurat a la millor fotografia: Ramiro Civita per Patagonia, el invierno.
- Premi del jurat al millor guió: Isabel Pena i Rodrigo Sorogoyen per Que Dios nos perdone
- Premi Kutxa - Nous Directors: 
  - Park de Sofia Exarchou
  - Compte tes blessures de Morgan Simon
- Premi Horizontes: Rara de Pepa San Martín  Argentina  Xile
- Premi Irizar al Cinema Basc: Pedaló de Juan Palacios
- Premis Cinema en Construcció: La educación del rey de Santiago Esteves  Argentina